# Dubai Parks and Resorts
Dubai Parks and Resorts (دبي باركس آند ريزورتس) est un complexe de loisirs situé à Dubaï aux Émirats arabes unis. Il s'agit de la plus grande destination de loisirs et de parc à thème du Moyen-Orient et comprend trois parcs à thèmes, un parc aquatique, une zone de commerce et un hôtel. D'autres parcs à thème et aquatiques devraient voir le jour dans les années à venir.
Ce complexe touristique a officiellement ouvert ses portes le 18 décembre 2016.

## Histoire
C'est en fin d’année 2012 que le projet d’un immense centre touristique à Dubaï nommé Jebel Ali est officiellement confirmé par Meraas Holding, une grande entreprise locale. À cette époque, cinq projets touristiques étaient envisagés pour la zone, dont un safari nocturne dans le désert et un parc sur le thème de la vie sous-marine. 
Sa construction a débuté en 2014. La même année, la société signe des accords avec DreamWorks Animation, Columbia Pictures, Merlin Entertainments et diverses études de Bollywood pour amener les personnages aimés de Hollywood et de Bollywood à ses parcs à thèmes.
En 2016, la Société a annonce le début de la construction de Six Flags Dubaï, le quatrième parc à thème ajouté au complexe Dubai Parks and Resorts. Celui-ci publie également sa chanson officielle intitulée All the Wonders of the Universe, créée par Alan Menken, lauréat du Prix d'Académie. Le 31 octobre 2016, Dubai Parks and Resorts ouvre les portes de Legoland Dubaï et de Riverland Dubai. Cela a été suivi par l'ouverture de Bollywood Parks Dubai le 17 novembre 2016 et de Motiongate Dubai le 16 décembre 2016. L'inauguration officielle a eu lieu le 18 décembre 2016, un événement qui a été diffusé en direct à travers le monde.
En 2017, les éléments restants de Dubai Parks and Resorts ont été lancés lorsque le parc aquatique Legoland et l'hôtel Lapita ont ouvert leurs portes le 2 janvier. Plus tard dans l'année, DXB Entertainments annonce un partenariat avec Merlin Entertainments pour construire un hôtel à thème Lego de 250 chambres au complexe.

## Le Complexe

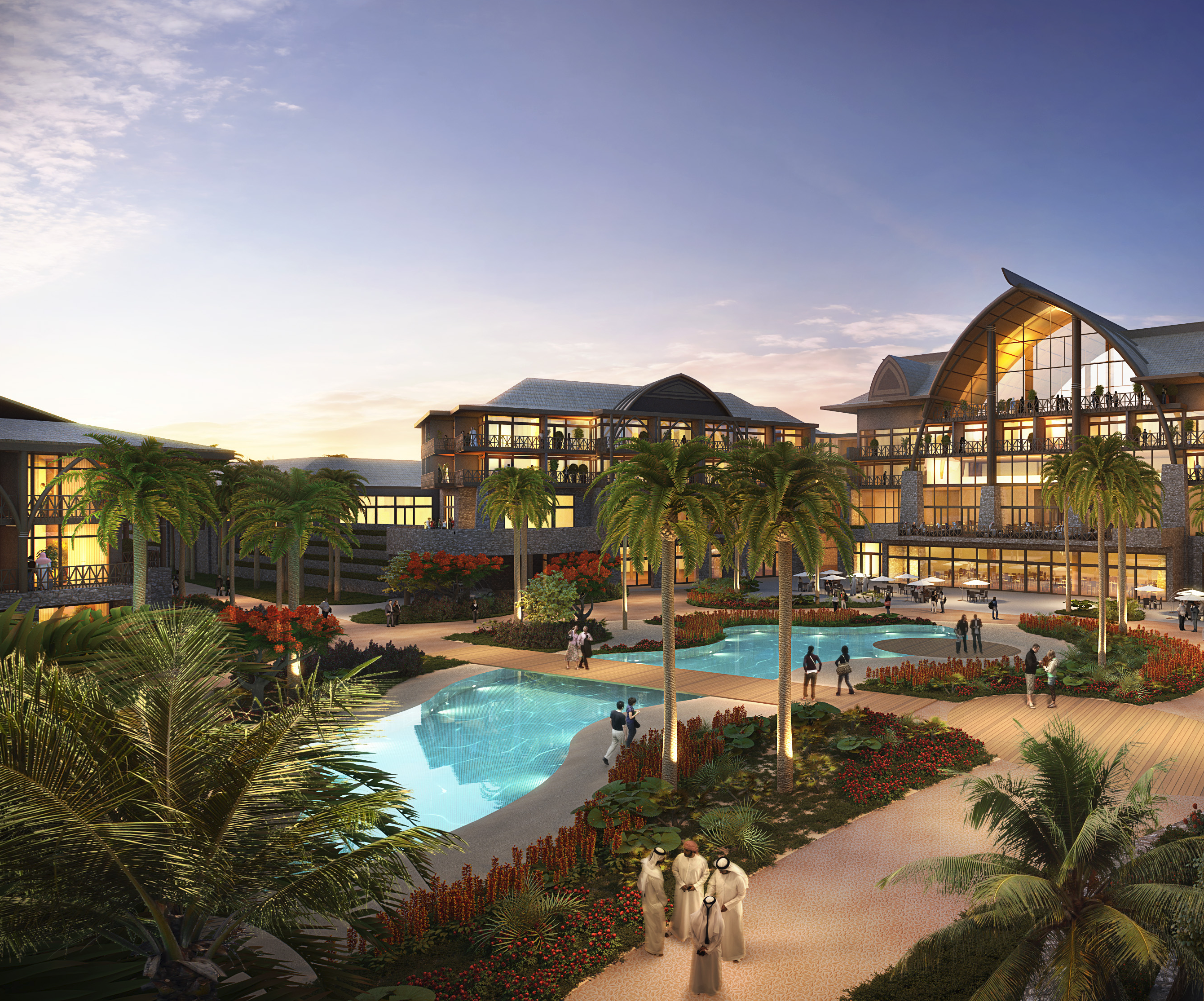
L'hôtel Lapita

Actuellement le complexe comprend 3 parcs de loisirs, un parc aquatique, un hôtel et un centre de divertissement.
- Motiongate Dubai, un parc à thème sur l'univers du Cinéma.
- Bollywood Parks Dubai, un parc à thème sur l'univers du Cinéma Bollywoodien.
- Legoland Dubai, un complexe réunissant Legoland Dubai Park et Legoland Water Park.
- Riverland Dubai, un centre de divertissement avec restaurants et boutique.
- Lapita Hotel, un hôtel à thème polynésien.

Juste au sud du complexe se trouve le Dubai Outlet Village Mall, un ensemble de magasin d'usines ou de grandes marques à prix dégriffés.